# Akt oskarżenia (film)
Akt oskarżenia (ang. The Paradine Case) – amerykański dramat sądowy z 1947 roku w reżyserii Alfreda Hitchcocka, zrealizowany na podstawie powieści Roberta Hichensa. Był to ostatni film, jaki Hitchcock nakręcił dla amerykańskiego producenta filmowego Davida O. Selznicka.
Większość zdjęć powstała w wytwórni RKO Pictures w Hollywood. Sceny plenerowe kręcono jednakże w Anglii: w Londynie (m.in. Belgravia, sąd Old Bailey) oraz w hrabstwie Kumbria (Windermere).

## Opis fabuły
Młody adwokat, Anthony Keane, broni w sądzie piękną panią Paradine. Jego klientka jest oskarżona o otrucie męża, jednak Anthony od początku nie wierzy w jej winę. Coraz bardziej ulega urokowi pięknej kobiety, ryzykując swoim małżeństwem i karierą. Z czasem przekonuje się, że został zręcznie zmanipulowany przez panią Paradine i że nie jest jedynym mężczyzną, który dał się jej wykorzystać...

## Główne role
- Gregory Peck – Anthony Keane
- Ann Todd – Gay Keane
- Alida Valli – Maddalena Anna Paradine
- Charles Laughton – sędzia Thomas Horfield
- Charles Coburn – Simon Flaquer
- Joan Tetzel – Judy Flaquer
- Ethel Barrymore – Sophie Horfield
- Louis Jourdan – Andre Latour
- Leo G. Carroll – Sir Joseph
- Isobel Elsom – Innkeeper